# Melanchroia vazquezae
Melanchroia vazquezae là một loài bướm đêm trong họ Geometridae.